# Arabisk mytologi
Arabisk mytologi härstammar från den förislamiska arabiska religionen. 
Även före islam var Kaba i Mekka ett religiöst centrum, för den förislamiska arabiska tron. Dess väggar sägs varit täckta av otaliga symboler föreställande demoner, djinner, halvgudar och andra blandade varelser från den djupt polyteistiska miljön i dåtidens förislamiska antika Arabien. Man kan av denna massa av symboler dra slutsatsen att det fanns en otroligt rik kultur i vilken mytologi kunde blomstra.
Historier om andar, ghuler, magiska lampor, flygande mattor och önskningar finns bevarade i verk som Tusen och en natt och dessa historier har på så sätt förts vidare genom generationerna.
Begreppet om det Onda ögat nämns i Koranen, i suran al-Falaq (i vilken man blir rådd att söka skydd från "den avundsjukes onda avund"). Fatimas hand används ibland för att neutralisera det Onda ögats effekt, även om användningen av den är förbjuden inom islam, liksom alla former av talismaner och all form av vidskeplighet. Ibland reciteras verser från Koranen som an-Nas eller al-Falaq bland traditionella muslimer för att ge välsignelse.
Observera att de arabiska gudarna varierade både geografiskt och med tidens gång.

## Gudar i arabisk mytologi
Fadern:
Hubal (هبل) Ansedd som gudarnas konung och den mest betydelsefulla. Hubals avgudabild låg nära Kaba och var gjord av röd Agat, formad som en människa men med sin högra hand avbruten och ersatt med en gyllene.
De tre gudinnorna:
1. Allāt (اللات) Den arabiska mångudinnan. Hon var en av Mekkas tre huvudgudinnor.[4] Allāt är det arabiska ordet för gud i bestämd feminin form, och alltså en feminin variant av ordet Allah. Allāt betyder alltså "Gudinnan". Allāt var Allahs dotter.
2. Al-‘Uzzá (العزى) "Den mäktigaste" eller "Den starka" var en arabisk fruktbarhetsgudinna och hon var en av Mekkas tre huvudgudinnor. Det var bara henne eller Hubal som araberna bad till före krig för beskydd och seger, och det visar hur betydelsefull hon var.[5] Al-‘Uzzá var Allahs dotter.
3. Manāt (منات) Var en av Mekkas tre huvudgudinnor. Hon var arabernas ödesgudinna, och liksom Allat och Al-Uzzá Allahs dotter. "The Book of Idols" beskriver henne som en av de äldsta gudarna. I det förislamiska Arabien var det vanligt att döpa barn till namn som 'Abd-Manāt och Zayd-Manāt. Manāts avgudabild stod på stranden i närheten av al-Mushallal i Qudayd, mellan Medina och Mecca. I princip alla araber brukade vörda henne och offra till henne. Arabiska stammar som Banu Aws och Banu Khazraj såväl som invånarna i Medina och Mekka och dess närhet brukade vörda Manāt och offra till henne. Banu Aws, Banu Khazraj, Medinas invånare och andra dyrkare av den förislamiska arabiska tron pilgrimsfärdade ofta till utsedda platser. Den sista hållpunkten på färden var Manāts avgudabild, och de troende betraktade inte sina pilgrimsfärder som avslutade förrän de stod framför den. Innan de åkte hem brukade de raka sina huvuden och stanna ett slag vid Manāts avgudabild.[6]

Andra anmärkningsvärda gudar:
1. Allah Skaparen/den störste guden.[7] Ordet Allah är ordet för "Gud" på arabiska i maskulin bestämd form, och betyder alltså "Den manlige guden" eller bara "Guden". Denne gud motsvarar eventuellt den kanaanitiska guden El.
2. Manaf (مناف) Munafs statu var smekt av kvinnor, utom då de hade menstruation då de inte fick gå nära den.[4]
3. Wadd (واد) Kärleks- och vänskapsguden. Ormar ansågs vara Wadds heliga djur.[4]
4. Amm (أم) Var en mångud, dyrkades i forna Qataban. Han dyrkades som en vädergud, och hans kännetecken var blixtar.
5. Ta'lab (طالب) En gud som dyrkades i södra Arabien, särskilt i Saba. Ta'lab Var en mångud. Hans orakel uppsöktes för råd.
6. Dhu'l-Halasa (ذو الحلاس) Var en orakelmässig gud i södra Arabien. Han vördades i form av en vit sten.
7. Al-Qaum (القوم) Var den nabateiske krigs- och nattguden. Han var också karavanresenärernas beskyddare.
8. Dushara (ذو شرى) Var en nabateisk gud, hans namn betyder "Bergets herre".
9. Athtar En framträdande fruktbarhetsgud, motsvarar förmodligen den mesopotamiska gudinnan Istar, men till skillnad från Istar var Athtar en man.
10. Shams Var en solgudinna, motsvarade den mesopotamiske guden Shamash.
11. Syn En mångud, som antagligen motsvarar Sin, och Qawm, en krigsgud.

## Övernaturliga varelser
Andar:
1. Marid (مارد) Marider beskrivs ofta som den mest kraftfulla sortens djinn, eftersom de har särskilt starka krafter. De är också de mest arroganta och stolta. Som alla djinner har de en egen vilja men kan ändå bli tvingade att utföra saker. De har också förmågan att utföra dödligas önskningar, men ofta krävs strid, och enligt vissa källor fångenskap, ritualer, eller bara en hel del smicker.
2. Ifrit (عفريت) Är ett slags helvetiska djinner, andar som är rangordnade efter änglar och djävlar, kända för sin styrka och sin list. En ifrit är en enorm bevingad varelse av eld, som kan vara av båda könen, som lever i underjorden eller i ruiner. Ifriter lever i ett samhälle uppbyggt enligt urgamla arabiska stamordningar, komplett med kungar, stammar och klaner. Oftast gifter de sig med varandra, men de kan också gifta sig med människor. Trots att vanliga vapen och krafter inte kan rå på dem är de dock mottagliga för magi, som människor kan använda för att döda dem, fånga dem eller förslava dem. Precis som i djinnernas fall kan ifriter vara både troende och icke troende, goda eller onda, men oftast beskrivs de som onda och hänsynslösa varelser.
3. Djinn (جن) Är övernaturliga varelser med fri vilja, som kan vara både onda och goda. I vissa fall sägs det att onda djinner leder människor vilse.[8]

Monster:
1. Nasnas (نسناس) Nasnas är en "halvmänsklig varelse; den har ett halvt huvud, en halv kropp, en arm och ett ben med vilket den smidigt hoppar med". Den ansågs vara avkomma till en demon vid namn Shikk och en människa.[9]
2. Ghul (غول) Ghuler vistas i öknen, de kan ändra skepnad till ett djurs, särskilt till en hyena. De lockar ut oförsiktiga resenärer till den öde öknen för att döda dem och äta upp dem. Ghuler rövar också bort barn, skändar gravar, dricker blod och äter döda i skepnad av deras senaste offer. På grund av dess två sistnämnda vanor används ibland ordet ghul för en vanlig människa som plundrar gravar, eller någon som finner glädje i det makabra. (Denna artikel är en översättning av artikeln på den engelska wikipedian.)[10]
3. Bahamut (بهموت Bahamūt) är en stor fisk som lyfter upp världen. Ibland beskrivs den med ett elefanthuvud.[11]